# 克韋韋努塔內峰
71°57′S 14°18′E / 71.950°S 14.300°E
克韋韋努塔內峰（英語：Kvaevenutane Peaks）是南極洲的山峰，位於東部南極洲的毛德皇后地，屬於帕耶山脈的一部分，處於克韋韋費勒特山西南面4公里，該山峰由德國的探險隊發現。